# Theaterhalle am Dom

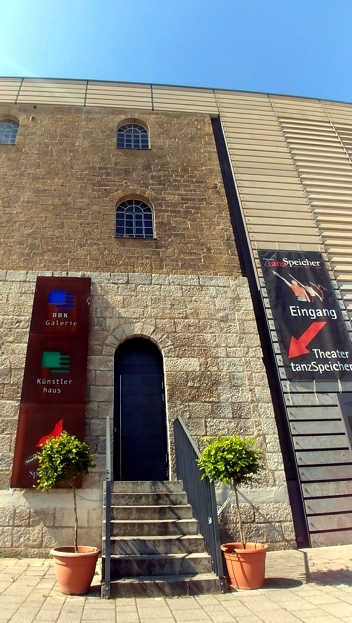
Eingangsbereich des Theater tanzSpeicher

Das Theater tanzSpeicher ist ein Theater in Würzburg, das sich ausschließlich dem zeitgenössischen Tanz widmet. Im Januar 2022 zog es um und hat seinen Namen zu Theaterhalle am Dom geändert. Es befindet sich im am Kiliansplatz 1 in Würzburg. Das Konzept des Theaters für zeitgenössische Tanz- und Performancekunst wurde beibehalten. 
Thomas K. Kopp, Leiter, Intendant und Choreograph in Residence, gründete das Tanztheater 2004. Es befand sich im Gebäude des Kulturspeichers am Oskar-Laredo-Platz 1. Die Räumlichkeiten boten 80 Sitzplätze.
In einem kontinuierlichen Spielplan präsentiert das „kollektiv anderer tanz“ (vormals „Thomas Kopp Kompanie“) jährlich sowohl ein bis zwei Neuproduktionen als auch Stücke aus dem Repertoire. Darüber hinaus finden Newcomer, Choreographen, nationale und internationale Tanzschaffende eine Plattform für Produktion und Veranstaltungen.

## Produktionen
Eigenproduktionen
- Tischgespräche oder: Wie wichtig sind 80 Zentimeter. 2003.
- Streiflichter, Version 1,5. 2004.
- Station to Station. 2005. (Kooperation von Thomas K. Kopp und Stefan Dreher)
- Alles außer Kontrolle. 2005. (Kooperation von Thomas K. Kopp, Carlos Cortizo und Katja Wachter)
- Phänomen Mozart – nie getrübte Schönheit. 2006.
- Fledermäuse und Bunte Schatten. 2007. (Verarbeitet das Thema Autismus nach Axel Brauns Biographie Buntschatten und Fledermäuse)
- Untitled – to Dan Flavin. 2008. (Thema ist die Wahrnehmung der Wahrnehmung)
- Ausziehen 2.0. 2009. („Der gläserne Bürger“: Vision oder Wirklichkeit? Freiwillig oder ohnmächtig? Tänzerischer Rundgang in die digitale Kommunikationswelt.)
- Privatsachen. 2010. (Intime und serielle Performances im Denckler-Block in Würzburg.)
- Useless Dog. 2011. (visualisiert die Wechselwirkung zwischen Kunst und Wirtschaft)
- Cool memories. 2013. (Auftragsarbeit im Rahmen des Mozartfestes Würzburg. Jede Generation zeigt was sie mit der Musik Mozarts verbindet.)
- Hikikomori. 2013. (Verarbeitet das Phänomen von Jugendlichen und jungen Erwachsenen, sich aus der Gesellschaft gänzlich in ein Zimmer oder eine Wohnung zurückzuziehen.)
- Reihe: Gegenwartsmoment. Seit 2006. (Eine der Recherche gewidmete Reihe, die sich mit den grundlegenden Fragen des Tanzens beschäftigt.)
  - Gegenwartsmoment work 1. 2007. (Bearbeitet das Leib-Seele-Verhältnis.)
  - Gegenwartsmoment work 2 – bordered. 2009. (Kommunikation zwischen Tänzer und Zuschauer.)
  - Gegenwartsmoment work 3 – pictures reframed. 2011. („Wer ist das Publikum?“)
  - Gegenwartsmoment work 4 – at the end you’re left alone and confused having to make up your own story. 2011. (Zauberschau, die das Verhältnis von Theater und Magie darstellt und die Wirkungsmöglichkeiten und Verfremdungseffekte untersucht.)
  - Gegenwartsmoment work 5 – Fake it! 2012. (Experiment zu den Grenzen von Realität und Fiktion, zur Unterscheidung zwischen Theater und Performance.)
- Alle Zeit der Welt – eine choreographische Erkundung zur Absichtslosigkeit. 2014. (Zusammenspiel von Tanz, Musik, Sprache und Video; mit Freiraum, den der Zuschauer mit seinen eigenen Geschichten und Erinnerungen füllen kann.)
- achtmeterimquadrat – so habe ich mir meine Kindheit nicht vorgestellt. 2015. (Eine Kindheit, in der keine Abzweigungen, kein Trödeln, keine Phantasie mehr vorgesehen sind.)
- Wurfsendung. 2016.
- blind date. 2016. (Das Stück spielt nicht nur mit den Erwartungen der Zuschauer, Thomas Kopp hinterfragt darin auch seine eigenen Erwartungen als Künstler und Theatermacher und erklärt seine Position in einem Manifest. Gründungsstück des „kollektivs anderer tanz“.)
- Vertrauen. 2017. (In einem von Unsicherheit, Angst und Wut gekennzeichneten gesellschaftlichen Klima zeichnet das „kollektiv anderer tanz“ einen Gegenentwurf und setzt auf Vernunft und Vertrauen.)
- Vertrauen N°2 – update. 2018. (Der anhaltende Dauerkrisenzustand hat das „kollektiv anderer tanz“ mit seinem Choreographen Thomas K. Kopp dazu bewogen, diesen Themenkomplex erneut zu bearbeiten.)
- Ausgewählte Umheimlichkeiten – Warum wie Geheimnisse brauchen. 2019. („kollektiv anderer tanz“ beleuchtet geheime Winkel und verschleiert das Offensichtliche, ertappt kleine Heimlichkeiten und zelebriert das Geheimnis als Grundlage menschlichen Zusammenlebens.)

Gastspiele
Im Rahmen von Gastspielen nationaler und internationaler Kompanien arbeiteten und spielten Antonia Baehr, Stefan Dreher, Xavier Le Roy, Jochen Roller, Anna Holter, Jessica Iwanson, Alexandra Rauh, Toula Limnaios, Jana Ressel, Magali Sander Fett, Hannes Langolf, Raffaela Galdi, Sabine Glenz, Lenka Flory, Simone Sandroni und Felix Ruckert im Theater tanzSpeicher.
Von 2000 bis 2012 organisierte das Theater tanzSpeicher alle zwei Jahre das Festival „Tanzlandschaft“, eine Biennale für zeitgenössischen Tanz. Im Zuge des Festivals wurden an verschiedenen Veranstaltungsorten eine Woche lang Vorführungen zu einem bestimmten Motto gezeigt. 2001 verlieh die Stadt Würzburg Thomas K. Kopp den Kulturförderpreis.

### Rezeption
- „Der tanzSpeicher ist ein Theaterhaus das sich ausschließlich auf zeitgenössischen Tanz spezialisiert hat. Im Bundesgebiet gibt es nur eine Handvoll solcher Häuser. Dass sich so ein Theater in einer übersichtlich großen Stadt wie Würzburg etablieren könnte, hielten zu Beginn viele für eine ziemliche Traumtänzerei.“ (Süddeutsche Zeitung, 24. Februar 2012, Olaf Przybilla)
- „Der Würzburger tanzSpeicher ist zu einer wichtigen Adresse Bayerns für den zeitgenössischen Tanz geworden – auch weil Choreograph und Leiter Thomas K. Kopp gern die Grenzen dieser Kategorie auslotet.“ (Die Deutsche Bühne, 02/16, Michaela Schneider)
- „Um das Publikum seines tanzSpeichers zum“Glück„zu führen, verdeutlicht Kopp zu Beginn jeder Vorstellung Sinnzusammenhänge, die sich nicht auf den ersten Blick erschließen. Bei aller künstlerischen Chiffrierung, so sein Anspruch, soll verständlich sein, was auf der Bühne geschieht.“ (Leporello, 03/2010)
- „Thomas K. Kopp bürstet den Tanz gegen den Strich.“ (Leporello 10/2012, Pat Christ)
- „Mit der Perfektion der Einstudierung, von Bühnenbild und Beleuchtung, dem stringenten Aufbau setzen er (Thomas K. Kopp) und seine Tänzer Maßstäbe in der freien Tanzszene Würzburgs.“ (Mainpost, 07/2013, Ursula Knobloch)
- „Mein erstes Tanztheater! Höchst erquickend!“ (Gästebuch des Theater tanzSpeicher Juni 2016)
- „Selten so entspannt aus einer Vorstellung gegangen! Ein Genuss!“ (Gästebuch des Theater tanzSpeicher Juni 2016)

## Trägerschaft
Das Theater tanzSpeicher ist in privater Trägerschaft. Gefördert wird es als bayerisches Modellprojekt durch das bayerische Staatsministerium für Bildung und Kultus, Wissenschaft und Kunst. Die Institution wird ebenfalls gefördert durch die Stadt Würzburg und die unterfränkische Kulturstiftung des Bezirks Unterfranken. Die Sparkassenstiftung der Stadt Würzburg unterstützt regelmäßig Projekte des Theaters. Im Oktober 2013 fand eine Benefizgala zur Unterstützung des Theaters tanzSpeicher in der Würzburger Augustinerkirche statt. Hieraus entwickelte sich der „Freundeskreis Theater tanzSpeicher Würzburg e. V.“